# Planície de Bulaneque
A planície de Bulaneque (em turco: Bulanık ovası) está localizada ao norte da cidade de Bulaneque, numa área de 525,2 quilômetros quadrados. Estende-se por 20 quilômetros por uma faixa fina ao longo do rio Murate. Cultiva-se muitos grãos e há criação de ovelhas e gado. Os últimos 11 espécimes de grou-pequeno que vivem na Turquia habitam na planície de Bulaneque.

## Geologia e geomorfologia
As planícies de Bulaneque e Manzicerta estão localizadas a 101 quilômetros a leste da cidade de Muxe e são cercadas ao sul pelas montanhas Bilijane no sul, ao oeste pelas montanhas Hamurperte, ao norte pelas montanhas Lala e Tope e a leste pelo distrito de Patnos. As características morfológicas da bacia de Bulaneque-Manzicerta tornaram a região rica em recursos hídricos. O fato de a bacia ser cercada por áreas montanhosas com uma altura média entre 1800 e 2700 metros é um fator importante que tem impacto no aumento do potencial das águas superficiais e subterrâneas.